# Émile Mathieu
Émile Louis Victor Mathieu (Rijssel, 18 oktober 1844 – Gent, 20 augustus 1932) was een Belgisch componist en muziekpedagoog.
Mathieu werd geboren in een kunstzinnig gezin, dat rond 1848 naar Antwerpen verhuisde. Zijn vader Nicolas-Joseph Mathieu (artiste dramatique, 1815-1860) was theaterdirecteur te Antwerpen. Zijn moeder Amélie Marin was zanglerares.
Zijn ouders gaven hem waarschijnlijk zijn eerste muzieklessen. Het zag er echter naar uit dat hij arts zou worden met een studie Geneeskunde, maar die brak hij af vanwege het overlijden van zijn ouders. Hij begon uit nood geboren pianolessen te geven. Verdere muziekstudie vond plaats aan het Koninklijk Conservatorium Brussel. Onder andere bij de directeur François-Joseph Fétis. Na die studie werd hij pianodocent aan het conservatorium van Leuven. Op compositorisch gebied maakte diverse werken furore tijdens de wedstrijden van Prix de Rome: La dernière nuit de Faust (1869), Le songe de Colomb (1871) en La mort de Tasse (1873) haalden er tweede prijzen. Van 1873 tot 1875 woonde en werkte hij in Parijs waar hij dirigent was van het orkest van het Théâtre du Châtelet. In 1875 keerde hij terug naar Brussel waar hij begeleider werd aan de Koninklijke Muntschouwburg. Ondertussen was hij gepromoveerd in 1881 tot hoofd van het Stedelijk Conservatorium voor Muziek, Woord en Dans te Leuven.
In 1898 volgde hij Adolphe Samuel op als hoofd van het Conservatorium Gent; een functie die hij tot 1924 zou bekleden. Zowel in Leuven als in Brussel organiseerde hij concerten. Hij was lid van de Académie royale des sciences, des lettres et des beaux-arts de Belgique. Een van zijn leerlingen was Arthur De Greef.
Onze zijn werken bevinden zich zeven opera’s: L’échange (naar Voltaire, 1863), Georges Dandin (1876), La Bernoise (1880), Richilde (1888), Bathyle (1893), L'enfance de Roland (1895) en La reine Vashti (1905). Voorts schreef hij drie symfonische gedichten (waaronder Noces féodales, Le lac et le cygne), een pianoconcert (1905), een vioolconcert (1899), een Te Deum (1872), ballet Fumeurs de Kiff (1876) en koorwerken zoals zijn cantate Jacob chez Laban (onder invloed van Peter Benoit). Een van de symfonische gedichten kreeg de titel Freyhir uit 1883, dat handelt over de ontbossing van de Ardennen (Freyhir is een legendarische naam voor dat bos, nog terug te vinden in Freÿr). Het werd in een opname door solisten, koren en het Orchestre Philharmonique Royal de Liège onder leiding van Jean-Pierre Haenck vastgelegd. Er zijn ook opnamen van enkele liederen van hem bekend.
Leuven kent een Émile Mathieustraat.

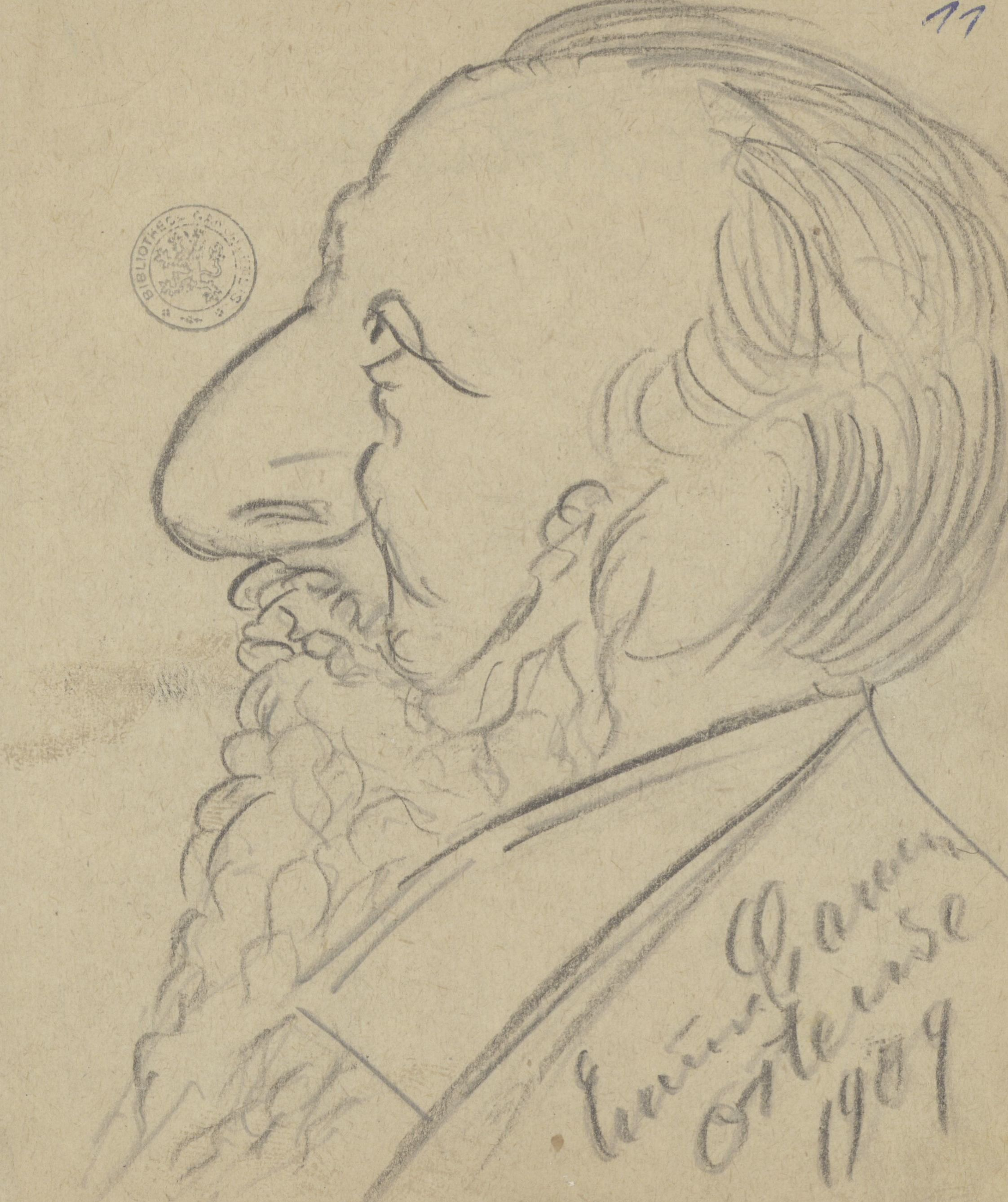
Karikatuur getekend door Enrico Carus, 1909 Universiteitsbibliotheek Gent

- Bibliothèque nationale de France: cb17343626j (data)
- Gemeinsame Normdatei: 116838051
- International Standard Name Identifier: 0000 0001 2022 9302
- Library of Congress Control Number: no2006026613
- MusicBrainz: 29d2b015-76dd-4b71-805e-3450fe8e5d43
- Nationale Bibliotheek van Tsjechië: mzk2011647497
- Nederlandse Thesaurus van Auteursnamen: 140328408
- SNAC: w6708wd5
- Virtual International Authority File: 27833089
- WorldCat: E39PBJmdyHvHQJMbpkjJvvDDv3